# Ludwig Engel (Politiker)
Ludwig Engel (* 30. November 1906 in Darmstadt; † 26. September 1975 ebenda) war ein deutscher Politiker, Mitglied der SPD und langjähriger Oberbürgermeister von Darmstadt.

## Leben
Engel besuchte in den Jahren 1913 bis 1925 das Realgymnasium in Darmstadt. Er bestand das Abitur und studierte von 1925 bis 1929 Rechts- und Staatswissenschaften an den Universitäten Heidelberg, München, Berlin und Frankfurt am Main. Im Jahr 1929 legte er seine Referendarsprüfung ab und promovierte 1932 zum Dr. jur. Danach wurde er wissenschaftliche Hilfsarbeiter bei der Hessischen Landeshypothekenbank in Darmstadt und war Mitarbeiter mehrerer Rechtsanwälte. Anschließend war er Gerichtsassessor im hessischen Justizdienst. Im Oktober 1933 wurde der Sozialdemokrat von den Nationalsozialisten wegen „politischer Unzuverlässigkeit“ aus dem Justizdienst entlassen. Anschließend war er gemeinsam mit Ludwig Metzger als Rechtsanwalt in Darmstadt tätig. Im Januar 1943 wurde Engel zum Wehrdienst einberufen. Am Ende des Zweiten Weltkriegs geriet er in Kriegsgefangenschaft und wurde 1946 aus dieser entlassen.
Nach seiner Entlassung ließ er sich im August 1946 als Rechtsanwalt und Notar in Darmstadt nieder. Im Oktober 1948 wurde er Vizepräsident des Hessischen Staatsgerichtshofes und 1949 Senatspräsident beim Oberlandesgericht Frankfurt am Main (Außenstelle Darmstadt). Im Januar 1951 wurde er zum Nachfolger von Ludwig Metzger ins Oberbürgermeisteramt gewählt. Dieses Amt bekleidete er nach zweimaliger Wiederwahl fast 20 Jahre bis zu seinem Ruhestand im Januar 1971.
In den Jahren 1958 bis 1960 war er Abgeordneter des Wahlkreises Darmstadt I im Hessischen Landtag.
Engel prägte in seiner langen Amtszeit den Wiederaufbau Darmstadts mit, das in der Brandnacht am 11. September 1944 in großen Teilen zerstört worden war. Es gelang ihm ein wirtschaftlicher Wiederaufbau mit Unternehmen der „rauchlosen Industrie“ sowie der Ansiedlung zahlreicher Forschungseinrichtungen. Darüber hinaus förderte er den Ausbau verschiedener Bildungseinrichtungen, insbesondere der TH Darmstadt zunächst in der früheren Altstadt und in den 1960er Jahren am Standort Lichtwiese.
Er war als Präsident der Deutschen Sektion im Rat der Gemeinden Europas europapolitisch engagiert und gilt als Begründer der langen Tradition Darmstädter Städtepartnerschaften. In seine Amtszeit fallen die Partnerschaften mit Alkmaar (Niederlande), Troyes (Frankreich), Chesterfield (England), Graz (Österreich), Trondheim (Norwegen) und Bursa (Türkei).
Ludwig Engel wurde auf dem Alten Friedhof in Darmstadt bestattet (Grabstelle: III H 186).

## Ehrungen
- 1955: Ehrensenator der TH Darmstadt[1]
- 1962: Ehrenbürgerschaft von Servia, Griechenland
- 1967: Großes Bundesverdienstkreuz
- 14. Januar 1971: Ernennung zum Ehrenbürger der Stadt Darmstadt[3]
- 1971: Verleihung der Freiherr-vom-Stein-Plakette des Landes Hessen
- 1972: Großes Bundesverdienstkreuz mit Stern